# 雅致冷水花
雅致冷水花（学名：Pilea oxyodon）为荨麻科冷水花属的植物。分布于不丹、尼泊尔、锡金、印度以及中国大陆的西藏等地，生长于海拔2,900米的地区，多生长在山坡杂木林中，目前尚未由人工引种栽培。